# Jeff Kanew
Jeff Kanew; właściwie Jeffrey Roger Kanew (ur. 16 grudnia 1944 w Nowym Jorku) – amerykański reżyser, montażysta, scenarzysta i producent filmowy.

## Wybrana filmografia
Reżyseria:
- Dopaść Ediego (1983)
- Zemsta frajerów (1984)
- Mam cię! (1985)
- Twardziele (1986)
- Drużyna z Beverly Hills (1989)
- Detektyw w szpilkach (1991)
- Dotyk anioła (1994-2003; serial TV); reż. 3 odcinków
- Babi Jar (2003)
- Adam i Ewa (2005)
- Legenda Awesomesta Maximusa (2011)

Montaż:
- Zwyczajni ludzie (1980; reż. Robert Redford)